# Nabeshima Naoyuki
Nabeshima Naoyuki est un nom japonais traditionnel ; le nom de famille (ou le nom d'école), Nabeshima, précède donc le prénom (ou le nom d'artiste).
Nabeshima Naoyuki (鍋島 直之, 8 mars 1643-8 juin 1725) est un daimyo du début de l'époque d'Edo, à la tête du domaine de Hasunoike dans la province de Hizen (moderne préfecture de Saga).

## Source de la traduction
- (en) Cet article est partiellement ou en totalité issu de l’article de Wikipédia en anglais intitulé « Nabeshima Naoyuki » (voir la liste des auteurs).